# Roman Krznaric

Roman Krznaric (2021)

Roman Krznaric ist ein in Australien geborener Philosoph, dessen Werke vor allem den Einfluss von Ideen auf gesellschaftliche Veränderungsprozesse behandeln. Er ist Research Fellow der Long Now Foundation und Mitglied des Club of Rome. Die Zeitung "The Observer" bezeichnete ihn als einen der führenden populären Philosophen Großbritanniens.

## Leben
Krznaric wurde im australischen Sydney geboren und erwarb seine Hochschulreife in Hong Kong. Er studierte Philosophie, Politikwissenschaft und Wirtschaftswissenschaft am Pembroke College der Universität Oxford und promovierte an der Universität von Essex über das politische, soziale und wirtschaftliche Denken in den Eliten Guatemalas. Später war er Dozent für Politikwissenschaft und Soziologie an den Universitäten von Essex und Cambridge sowie an der City University in London.
Im Anschluss an seine akademische Tätigkeit war er Mitarbeiter der Kulturinitiative "The Oxford Muse" sowie Gründungsmitglied des Vorhabens "The School of Life", wo er zwischen 2008 und 2012 Kurse zu Themen wie Politik und Arbeit entwarf und lehrte. Später konzentrierte er sich auf seine Tätigkeit als Autor.
Krznaric ist mit der Ökonomin Kate Raworth verheiratet.

## Werke
- History for Tomorrow. Inspiration from the Past for the Future of Humanity. Penguin, München 2024, ISBN 978-0-7535-5962-8.
- The Good Ancestor: How to Think Long Term in a Short Term World (2020); Übersetzung Sebastian Vogel: Der gute Vorfahr. Langfristiges Denken in einer kurzlebigen Welt. DuMont, Köln 2024, ISBN 978-3-8321-6943-5.
- Carpe Diem Regained: The Vanishing Art of Seizing the Day (2017)
- Empathy: Why It Matters and How to Get It (2014)
- How to Find Fulfilling Work (2012)
- The Wonderbox: Curious Histories of How to Live (2011)
- The First Beautiful Game: Stories of Obsession in Real Tennis (2006)